# Mithamain
Mithamain è un sottodistretto (upazila) del Bangladesh situato nel distretto di Kishoreganj, divisione di Dacca. Si estende su una superficie di 222,92 km² e conta una popolazione di 122.026  abitanti (censimento 2011).